# Šlechtitelská stanice vinařská Polešovice
Šlechtitelská stanice vinařská Polešovice je firma, která se zabývá šlechtěním révy vinné, ale také výrobou a prodejem vína. Sídlo firmy je v městysi Polešovice. Statutárním orgánem je jednatel a v jedné osobě šlechtitel RNDr. Zdeněk Habrovanský.

## Udržovatel odrůd

### Moštové bílé
- Chardonnay
- Muškát moravský
- Müller Thurgau
- Neuburské
- Rulandské šedé
- Ryzlink rýnský
- Sauvignon
- Sylvánské zelené
- Tramín červený
- Veltlínské červené rané

### Moštové modré
- Alibernet
- Cabernet Sauvignon
- Frankovka
- Modrý Portugal
- Neronet
- Rulandské modré
- Zweigeltrebe

### Stolní
- Chrupka bílá
- Julski biser
- Olšava
- Pannonia Kincse
- Pola
- Vitra

### Podnože
- 125 AA
- Amos
- Crâciunel 2
- SO-4
- T 5C